# Szymon Jadczak
Szymon Jadczak (ur. 22 maja 1980 w Radomiu) – polski dziennikarz śledczy i publicysta. Dwukrotny laureat nagrody Grand Press w kategorii news (2009 i 2022), w 2021 roku na miejscu piątym, a w 2022 roku wybrany Dziennikarzem Roku – głosami konkurencyjnych redakcji. Od 2021 związany z portalem Wirtualna Polska.

## Życiorys
Urodził się 22 maja 1980. Ukończył III Liceum Ogólnokształcące im. D. Czachowskiego w Radomiu. Studiował etnologię na Uniwersytecie Jagiellońskim w Krakowie. Po studiach pozostał w tym mieście, pracując jako dziennikarz w interia.pl i w lokalnym dodatku do Gazety Wyborczej, gdzie początkowo pisał o hip-hopie, a następnie zajmował się tematyką kryminalną. Współpracował przy powstaniu tekstu o seksaferze w Samoobronie. Publikował w miesięczniku „Lampa”. Był autorem haseł o hip-hopie w słowniku młodej polskiej kultury Tekstylia bis, wydanego przez Korporację Ha!art pod redakcją Piotra Mareckiego.
W 2007 został reporterem śledczym w TVN, w której to telewizji pracował przez kolejne lata, z krótką przerwą na pracę w Celowniku w TVP1. W 2008 rozpoczął pracę w programie Uwaga!. Za reportaż „Dobre, bo szwedzkie”, o tym jak niemal dwieście ton kilkudziesięcioletniego mięsa trafiło do polskich konsumentów, wraz z Maciejem Kucielem otrzymał w 2009 Grand Press w kategorii news oraz nagrodę Dziennikarza Małopolski (w kategorii telewizja news). W 2012 za reportaż „Królewski przekręt” otrzymał nagrodę specjalną w X Edycji Konkursu im. Wł. Grabskiego dla dziennikarzy ekonomicznych oraz nagrodę za najlepszy reportaż śledczy podczas 9. Międzynarodowego Festiwalu Sztuki Reportażu Camera Obscura. W 2014 został producentem w TVN Turbo, gdzie odpowiadał za program „Turbo Kamera”. Publikował także na portalu Gazeta.pl.
W 2016 był nominowany do MediaTorów w kategorii „ReformaTOR” za prywatne śledztwo demaskujące przestępczą przeszłość byłego już właściciela Wisły Kraków, Jakuba Meresińskiego. (...) Za publikacje, wskutek których Meresiński odsprzedał klub. Wyniki dziennikarskiego śledztwa Jadczak publikował na swoim blogu. W 2017 został reporterem magazynu Superwizjer. W tym samym roku był nominowany do nagrody Grand Press w kategorii dziennikarstwo śledcze za reportaż „Nowy biznes twórcy piramidy finansowej”. We wrześniu 2018 był autorem szeroko komentowanego reportażu o przestępcach mających silny wpływ na władze klubu piłkarskiego Wisła Kraków, jak i całego Towarzystwa Sportowego Wisła Kraków. Brak reakcji klubu na zarzuty stawiane w programie stał się przyczyną protestu dziewiętnastu dziennikarzy sportowych piszących o klubie. W październiku 2019 opublikował książkę na ten temat: Wisła w ogniu. Jak bandyci ukradli Wisłę Kraków. Książka znalazła się w finale Grand Press – Książka Reporterska Roku 2020.
W marcu 2020 w Superwizjerze TVN24 wyemitowano jego reportaż „Rządziłem gangiem kiboli”, przygotowany wspólnie z Michałem Fują.
W maju 2020 w portalu TVN24.pl ujawnił, że przygotowania Poczty Polskiej do wyborów prezydenckich w maju 2020 kosztowały firmę ponad 68 milionów złotych, mimo że do wyborów nie doszło. W grudniu 2020 otrzymał za ten materiał nagrodę Grand Press w kategorii News. W lutym 2021 odszedł z TVN 24. Od kwietnia 2021 pracuje dla portalu Wirtualna Polska.
W marcu 2022 cykl publikacji dotyczący kontrowersyjnej działalności Łukasza Mejzy, posła oraz ówczesnego wiceministra sportu (po publikacjach podał się do dymisji), napisany wspólnie z Mateuszem Ratajczakiem, publikowany od listopada 2021 w Wirtualnej Polsce, został nominowany do finału nagrody im. Dariusza Fikusa, przyznawanej przez Press Club Polska.
W latach 2021–2022 był członkiem rady Instytutu Zamenhofa, pierwszego medialnego think-tanku w Europie Środkowej i Wschodniej. W grudniu 2021 zajął 5. miejsce w konkursie Dziennikarz Roku Grand Press.
W lipcu 2022 opublikował artykuł pt. „Michniewicz – Stanowski – Fryzjer. Historia znajomości”. Opisał m.in. kontakty Krzysztofa Stanowskiego i Czesława Michniewicza z oskarżonymi w procesie „piłkarskiej mafii”.
We wrześniu 2022 z Pawłem Figurskim opisali kontrowersje związane z przejęciem ziemi przez brata wiceministra rolnictwa Norberta Kaczmarczyka. Po tekstach publikowanych w Wirtualnej Polsce Kaczmarczyk został odwołany.
W listopadzie 2022 ujawnił, że Polski Związek Piłki Nożnej zatrudnił Dominika G., ps. „Grucha” – gangstera i neonazistę z Białegostoku – jako ochroniarza reprezentacji Polski.
W grudniu 2022 z Dariuszem Faronem ujawnił, że premier Mateusz Morawiecki obiecał piłkarzom gigantyczną premię za awans z grupy na mundialu w Katarze.
W grudniu 2022 zdobył 97 punktów w głosowaniu redakcji i tytuł Dziennikarza Roku w konkursie Grand Press.
W lipcu 2023 ujawnił, że prezes PZPN Cezary Kulesza zaprosił Mirosława Stasiaka – działacza piłkarskiego skazanego za korupcję – do udziału w delegacji zagranicznej Polskiego Związku Piłki Nożnej na mecz Mołdawia – Polska w Kiszyniowie.
W październiku 2024 opisał kontrowersje wokół powiązań wiceministra Jacka Tomczaka z deweloperami. W efekcie Tomczak podał się do dymisji.
W marcu 2025 opisał kontrowersje związane z wiceministrem aktywów państwowych Zbigniewem Ziejewskim z PSL. W efekcie Ziejewski podał się do dymisji.
W 2025 r. otrzymał nominację do Nagrody Dziennikarstwa Ekonomicznego Press Club Polska za artykuł  Bóg, Ojczyzna, fortepian. Jak ludzie PiS dali się ograć sprytnemu Szwajcarowi opublikowany w Wirtualnej Polsce.

## Życie prywatne
Od 2020 pozostawał w związku z dziennikarką Justyną Suchecką. W czerwcu 2021 wzięli ślub.

## Publikacje
- Tekstylia bis. Słownik młodej polskiej kultury, Korporacja Ha!art, Kraków 2007, ISBN 978-83-89911-43-8 (praca zbiorowa)
- Wisła w ogniu, Wydawnictwo Otwarte, Kraków 2019, ISBN 978-83-8135-014-3.
- Spowiedź kibola, Wydawnictwo Otwarte, Kraków 2020, ISBN 978-83-8135-031-0 (z Łukaszem Balewskim)

## Nagrody
- Grand Press (2009) w kategorii news (wspólnie z Maciejem Kucielem)[10]
- Dziennikarz Małopolski (2009) w kategorii telewizja news (wspólnie z Maciejem Kucielem)[11]
- Camera Obscura (2012) w kategorii reportaż śledczy[13]
- Nagroda specjalna X edycji Konkursu im. Wł. Grabskiego dla dziennikarzy ekonomicznych (2012)[12]
- Nagroda honorowa Festiwal Sztuki Faktu (2018)[56]
- Dziennikarz Małopolski (2019) w kategorii publicystyka za felietony podsumowujące upadek Wisły Kraków[57]
- Intermedia-Globe GOLD[potrzebny przypis] World Media Festival w Hamburgu za reportaż „Piłka nożna i gangsterzy” (2019)[58]
- Grand Press (2020) w kategorii News – za tekst „Wybory, których nie było, kosztowały Pocztę Polską blisko 70 milionów. Ujawniamy dokumenty”[28]
- Złota Gruszka (2021) nagroda dziennikarska Oddziału Stowarzyszenia Dziennikarzy w Krakowie przyznawana za szczególne osiągnięcia dziennikarskie[59]
- 5. miejsce w konkursie Dziennikarz Roku Grand Press[31].
- finalista Nagrody im. Dariusza Fikusa (2022) za cykl tekstów o Łukaszu Mejzie[30].
- finalista Nagrody im. Andrzeja Woyciechowskiego za cykl tekstów o Łukaszu Mejzie[60].
- Dziennikarz Roku 2022 Grand Press[42].

### Nominacje
- MediaTory (2016) w kategorii „ReformaTOR”[15]
- Grand Press (2017) w kategorii dziennikarstwo śledcze[17]
- Grand Press (2018) w kategorii dziennikarstwo śledcze[61]
- MediaTory (2018)[62]
- Dziennikarz Małopolski w kategorii materiał telewizyjny im. Jana Rojka[57]
- Grand Press – Książka Reporterska Roku 2020[25]
- Grand Press (2020) w kategorii news – za tekst „Wybory, których nie było, kosztowały Pocztę Polską blisko 70 milionów. Ujawniamy dokumenty”, opublikowany w portalu tvn24.pl[63]
- Grand Press (2021) w kategorii news za tekst „Ujawniamy. Oto majątek Mateusza i Iwony Morawieckich” (we współpracy z Patrykiem Słowikiem) oraz w kategorii dziennikarstwo śledcze za cykl tekstów „Ujawniamy. Tak tuszowano incydent z udziałem prezydenta Andrzeja Dudy”. Oba nominowane teksty ukazały się w portalu Wirtualna Polska[64]
- Nagroda Radia ZET im. Woyciechowskiego 2022 – jako pierwszy dziennikarz w historii konkursu został nominowany za trzy materiały dziennikarskie w jednym roku. To nominacje za: reportaż „Piekło u zakonnic. Bicie, wiązanie, zamykanie w klatce. Horror dzieci w DPS pod Krakowem” (z Dariuszem Faronem); tekst „Czesław Michniewicz, Lech Poznań i ustawione mecze w tle. 27 godzin rozmów z szefem piłkarskiej mafii” oraz cykl materiałów śledczych dotyczących kontrowersyjnej działalności wiceministra sportu, Łukasza Mejzy (z Mateuszem Ratajczakiem)[65]
- Grand Press (2022) w kategorii news – wraz z Mateuszem Ratajczakiem za tekst „Jak Łukasz Mejza postanowił zarobić na cierpieniu”[66] oraz w kategorii reportaż – wraz z Dariuszem Faronem za tekst „Piekło u zakonnic. Bicie, wiązanie, zamykanie w klatce. Horror dzieci w DPS pod Krakowem”[67]